# 禺強
禺強，也作禺疆、禺京，為傳說中的海神、風神和瘟神，是黃帝之孫。統治北海，人面鱼身或鸟身，耳佩两条青蛇，足踏两条赤蛇。禺强即玄冥，是颛顼氏的辅佐神，是传说中的水神、雨神、冬神。

## 記載
- 《山海經·大荒北經》記載：「北海之渚中，有神，人面鳥身，珥兩青蛇，踐兩赤蛇，名曰禺彊（禺強）。」形象與傳說中的雨師妾國民相當接近，亦即雨師的化身。
- 《山海經·大荒東經》有「黃帝生禺虢，禺虢生禺京。」之句，郝懿行箋疏解釋：「禺京即禺彊也，京、彊聲相近。」
- 《列子·湯問》：「五山之根無所連箸，常隨潮波上下往還，不得蹔峙焉。仙聖毒之，訴之於帝。帝恐流於西極，失羣聖之居，乃命禺彊使巨鼇十五，舉首而戴之。」
- 《莊子·大宗師》：「禺強得之，立乎北極。」
- 郭璞《注》:「禺强，字玄冥，水神也。」
- 《风俗通义》：「郑大夫子产禳于玄冥。玄冥，雨师也。」
- 《礼记月令》：「孟冬、仲冬、季冬之月，其帝颛顼，其神玄冥 。」
- 《太平御覽》「南海神曰祝融，東海神曰勾芒，北海曰玄冥，西海曰蓐收。」